# Poïétique
Cet article possède un paronyme, voir Poétique.
La poïétique (du grec ancien ποίησις / poíēsis, « œuvre, création, fabrication ») a pour objet l'étude des possibilités inscrites dans une situation donnée débouchant sur une nouvelle création. Chez Platon, la poïèsis se définit comme « la cause qui, quelle que soit la chose considérée, fait passer celle-ci du non-être à l'être » (Le Banquet, 205 b). La notion d'autopoïèse est parfois utilisée pour définir des créations dans le domaine de la biologie, des arts ou de la technologie.

## Arts
En art, la poïétique est l'étude des processus de création et du rapport de l'auteur à l'œuvre.
En 1937, Paul Valéry parle de poïétique dans sa Première leçon du cours de poétique au Collège de France.
L'auteur René Passeron, codirecteur de la revue Recherches poïétiques, y a consacré plusieurs articles et ouvrages, dont Pour une philosophie de la création (1989) et La naissance d'Icare : éléments de poïétique générale (1996).

### Musique
Jean Molino, puis Jean-Jacques Nattiez étudient trois niveaux de la sémiologie musicale (ce qu'ils nomment tripartition) :
- la poïésis – ou niveau de la création (de l'inspiration de l'auteur à ses influences et son expérience musicale)
- l'esthésis – ou niveau de la réception (lié à l'interprétation de l'œuvre musicale et à sa réception par les auditeurs)
- le niveau neutre – ou niveau immanent, qu'ils voient comme le niveau qui ne se préoccupe ni des conditions de création, ni de celles de réception de l'œuvre. Molino et Nattiez ont varié dans leur conception du niveau neutre, qu'ils assimilent parfois à la partition.

On peut noter que le niveau esthésique n’est pas nécessairement final car il peut être (et est très souvent) la source d’un nouveau processus créatif, propre à l'interprétation de l’œuvre musicale ; il peut donc définir une nouvelle tripartition propre à cette interprétation, indépendante de la tripartition issue de l’œuvre originale et apportant son propre sens et sa propre esthétique indépendamment de ce qu’a voulu ou imaginé l’auteur de l’œuvre originale, mais aussi indépendant de ce qu’en attend ou ressentira l'auditeur de l’œuvre interprétée suivant qu’il attend une interprétation selon le sens donné originellement par l'auteur, ou les autres sens conférés par chacun des interprètes de la même œuvre et déjà reçus par le même auditeur.